# Tundla
Tundla è una suddivisione dell'India, classificata come municipal board, di 40.336 abitanti, situata nel distretto di Firozabad, nello stato federato dell'Uttar Pradesh.